# Oral B
Oral B er et mærke, der ejes af firmaet Procter & Gamble og som laver produkter inden for tandhygiejne, så som f.eks. tandbørster (såvel manuelle som elektriske), tandtråd og børnetandpasta. 